# Freycinetia rectangularis
Freycinetia rectangularis är en enhjärtbladig växtart som beskrevs av Ryozo Kanehira. Freycinetia rectangularis ingår i släktet Freycinetia och familjen Pandanaceae. Inga underarter finns listade.